# Яремчук Сергій Олександрович
Сергі́й Олекса́ндрович Яремчу́к (15 квітня 1977, м. Калинівка, Вінницька область, Українська РСР — 15 червня 2017, с. Гнутове, Кальміуський район м. Маріуполя, Донецька область, Україна) — старший сержант Збройних сил України, учасник російсько-української війни.

## Біографія
Народився 1977 року в місті Калинівка на Вінниччині.
Проходив службу в повітряно-десантних військах Збройних сил України.
Під час російської збройної агресії проти України у 2014 році добровольцем пішов на фронт. У 2015 році вступив на військову службу за контрактом.
Старший сержант, головний сержант взводу 59-ї окремої мотопіхотної бригади.
15 червня 2017 року загинув від кульового поранення грудної клітки під час бою та обстрілу позиції взводного опорного пункту між селищами Талаківка тa Гнутове на Маріупольському напрямку. Поранення з ушкодженням легенів виявилось несумісним із життям.
Похований 17 червня на Центральному міському кладовищі Калинівки.
Залишились дружина Наталія та 16-річна донька Анна.

## Нагороди та вшанування
- Указом Президента України № 363/2017 від 14 листопада 2017 року, за особисту мужність і самовіддані дії, виявлені у захисті державного суверенітету та територіальної цілісності України, зразкове виконання військового обов'язку, нагороджений орденом «За мужність» III ступеня (посмертно)[5].